# Eurovision Song Contest 1975
Der 20. Eurovision Song Contest fand am 22. März 1975 in Stockholm statt, nachdem im Jahr zuvor die Gruppe ABBA gewonnen hatte. Es moderierte Karin Falck. Gewinner war die Gruppe Teach-In, die für die Niederlande mit ihrem Lied Ding-a-dong startete.

## Besonderheiten
Um den Song Contest in der schwedischen Hauptstadt Stockholm gab es einiges an Aufregung. Es kam zu umfangreichen Sicherheitsmaßnahmen, da ein Anschlag der japanischen Roten Armee auf die israelische Delegation befürchtet wurde. Auch die deutsche Kandidatin Joy Fleming wurde von Personenschützern vom Flughafen abgeholt, da ein angeblicher Jürgen-Marcus-Fan am Telefon Morddrohungen gegen sie ausgesprochen hatte.
Außerdem fand in Schweden mit dem Alternativfestivalen von 17. bis 22. März ein alternatives Musik-Festival statt, das von der alternativen Musikszene Schwedens als Gegenbewegung zum kommerziell wahrgenommenen Eurovision Song Contest in derselben Woche in Stockholm organisiert wurde. Dabei wurde protestiert, dass der öffentlich-rechtliche Sender Sveriges Radio sein Musikbudget für das Jahr vor allem für kommerzielle, international ausgerichtete Popmusik ausgab und die lokale Kultur- und Musikszene Schwedens zu wenig förderte. Das Alternativfestivalen hatte großen Erfolg und führte dazu, dass Sveriges Radio im Folgejahr keinen schwedischen Beitrag zum Song Contest entsandte.
Spannungen gab es auch unter den Eurovisions-Mitgliedern. Zum ersten Mal nahm 1975 die Türkei am Ereignis teil. Griechenland verzichtete aufgrund des Debüts der Türkei daher auf eine Teilnahme. Der Zypernkonflikt war aktuell. Im Folgejahr nahm dafür die Türkei nicht teil, aber übertrug das Ereignis, blendete allerdings den griechischen Beitrag aus.
Für Deutschland nahm Joy Fleming mit Ein Lied kann eine Brücke sein teil. Sie landete auf dem 17. und somit drittletzten Platz. Für die Schweiz trat Simone Drexel mit einem deutschsprachigen Lied an. Sie landete auf dem 6. Platz mit dem Song Mikado.

## Teilnehmer

Teilnehmende Länder
Länder, die bereits an einem früheren ESC teilgenommen hatten, aber nicht im Jahr 1975

Die Türkei nahm zum ersten Mal am Wettbewerb teil. Aufgrund der Teilnahme der Türkei verzichtete Griechenland einen Beitrag nach Stockholm zu schicken. Dagegen nahmen Frankreich und Malta wieder teil, so dass es mit 19 Ländern einen neuen Teilnehmerrekord gab.

### Wiederkehrende Interpreten
| Land                   | Interpret                                    | Vorherige(s) Teilnahmejahr(e)          |
| ---------------------- | -------------------------------------------- | -------------------------------------- |
| Norwegen               | Ellen Nikolaysen                             | 1973 (als Mitglied der Bendik Singers) |
| Vereinigtes Königreich | Brian Bennett (als Mitglied der The Shadows) | Begleitung: 1970                       |
| Vereinigtes Königreich | John Farrar (als Mitglied der The Shadows)   | Begleitung: 1973                       |
| Vereinigtes Königreich | Alan Tarney (als Mitglied der The Shadows)   | Begleitung: 1973                       |

### Dirigenten
Jedes Lied wurde mit Live-Musik begleitet bzw. kam Live-Musik zum Einsatz – folgende Dirigenten leiteten das Orchester bei dem jeweiligen Land:
- Niederlande – Harry van Hoof
- Irland – Colman Pearce
- Frankreich – Jean Musy
- BR Deutschland – Rainer Pietsch
- Luxemburg – Phil Coulter
- Norwegen – Carsten Klouman
- Schweiz – Peter Jacques
- Jugoslawien – Mario Rijavec
- Vereinigtes Königreich – Alyn Ainsworth
- Malta – Vince Tempera
- Belgien – Francis Bay
- Israel – Eldad Shrim
- Türkei – Timur Selçuk
- Monaco – André Popp
- Finnland – Ossi Runne
- Portugal – Pedro vaz Osório
- Spanien – Juan Carlos Calderón
- Schweden – Lars Samuelson
- Italien – Natale Massara

## Abstimmungsverfahren
In diesem Jahr wurde das für den Eurovision Song Contest so typische Punktesystem eingeführt, welches es bis zum Jahr 2015 gab. In jedem Land gab es eine elfköpfige Jury, die zunächst die zehn besten Lieder intern ermittelten. Danach vergaben die einzelnen Jurys 12, 10, 8, 7, 6, 5, 4, 3, 2 Punkte und 1 Punkt an diese zehn besten Lieder.

## Platzierungen
| Platz | Startnr. | Land                   | Interpret                    | Lied Musik (M) und Text (T)                                       | Sprache                  | Übersetzung (Inoffiziell)           | Punkte |
| ----- | -------- | ---------------------- | ---------------------------- | ----------------------------------------------------------------- | ------------------------ | ----------------------------------- | ------ |
| 01.   | 01       | Niederlande            | Teach-In                     | Ding-a-Dong M: Dick Bakker; T: Eddy Ouwens, Will Luikinga         | Englisch                 | Ding dong                           | 152    |
| 02.   | 09       | Vereinigtes Königreich | The Shadows                  | Let Me Be the One M/T: Paul Curtis                                | Englisch                 | Lass mich derjenige sein            | 138    |
| 03.   | 19       | Italien                | Wess & Dori Ghezzi           | Era M: Shel Shapiro; T: Andrea Lo Vecchio                         | Italienisch              | Es war                              | 115    |
| 04.   | 03       | Frankreich             | Nicole Rieu                  | Et bonjour à toi l’artiste M/T: Pierre Delanoë, Jaff Barnel       | Französisch              | Und guten Tag an dich, den Künstler | 091    |
| 05.   | 05       | Luxemburg              | Géraldine                    | Toi M/T: Bill Martin, Phil Coulter, Pierre Cour                   | Französisch              | Du                                  | 084    |
| 06.   | 07       | Schweiz                | Simone Drexel                | Mikado M/T: Simone Drexel                                         | Deutsch                  | –                                   | 077    |
| 07.   | 15       | Finnland               | Pihasoittajat                | Old Man Fiddle M: Kim Kuusi; T: Hannu Karlsson                    | Englisch                 | Geige des alten Manns               | 074    |
| 08.   | 18       | Schweden               | Lars Berghagen and the Dolls | Jennie, Jennie M/T: Lars Berghagen                                | Englisch                 | –                                   | 072    |
| 09.   | 02       | Irland                 | The Swarbriggs               | That’s what Friends Are For M/T: Tommy Swarbrigg, Jimmy Swarbrigg | Englisch                 | Dafür sind Freunde da               | 068    |
| 10.   | 17       | Spanien                | Sergio y Estíbaliz           | Tú volverás M/T: Juan Carlos Calderón                             | Spanisch                 | Du wirst zurückkehren               | 053    |
| 11.   | 12       | Israel                 | Shlomo Artzi שלמה ארצי       | At ve’ ani (את ואני) M: Shlomo Artzi; T: Ehud Manor               | Hebräisch                | Du und ich                          | 040    |
| 12.   | 10       | Malta                  | Renato                       | Singing this Song M: Sammy Galea; T: M. Iris Mifsud               | Englisch                 | Dieses Lied singen                  | 032    |
| 13.   | 14       | Monaco                 | Sophie                       | Une chanson c’est une lettre M: André Popp; T: Boris Bergman      | Französisch              | Ein Lied, das ist ein Brief         | 022    |
| 13.   | 08       | Jugoslawien            | Pepel in Kri                 | Dan ljubezni M: Tadej Hrušovar; T: Dušan Velkaverh                | Slowenisch               | Tag der Liebe                       | 022    |
| 15.   | 11       | Belgien                | Ann Christy                  | Gelukkig zijn M/T: Mary Boduin                                    | Niederländisch, Englisch | Glücklich sein                      | 017    |
| 16.   | 16       | Portugal               | Duarte Mendes                | Madrugada M/T: José Luis Tinoco                                   | Portugiesisch            | Morgengrauen                        | 016    |
| 17.   | 04       | BR Deutschland         | Joy Fleming                  | Ein Lied kann eine Brücke sein M: Rainer Pietsch; T: Michael Holm | Deutsch, Englisch        | –                                   | 015    |
| 18.   | 06       | Norwegen               | Ellen Nikolaysen             | Touch My Life with Summer M/T: Svein Hundsnes                     | Englisch                 | Berühre mein Leben mit Sommer       | 011    |
| 19.   | 13       | Türkei                 | Semiha Yanki                 | Seninle bir dakika M: Kemal Ebcioğlu; T: Münir Ebcioğlu           | Türkisch                 | Eine Minute mit dir                 | 003    |

## Punktevergabe

Karte der Punktevergabe für den Siegertitel aus den Niederlanden nach Ländern

| Land | Abstimmungsergebnisse | Abstimmungsergebnisse | Abstimmungsergebnisse | Abstimmungsergebnisse | Abstimmungsergebnisse | Abstimmungsergebnisse | Abstimmungsergebnisse | Abstimmungsergebnisse | Abstimmungsergebnisse | Abstimmungsergebnisse | Abstimmungsergebnisse | Abstimmungsergebnisse | Abstimmungsergebnisse | Abstimmungsergebnisse | Abstimmungsergebnisse | Abstimmungsergebnisse | Abstimmungsergebnisse | Abstimmungsergebnisse | Abstimmungsergebnisse | Abstimmungsergebnisse | Abstimmungsergebnisse |
| Land | Punkte                | NL                    | IE                    | FR                    | DE                    | LU                    | NO                    | CH                    | YU                    | UK                    | MT                    | BE                    | IL                    | TR                    | MC                    | FI                    | PT                    | ES                    | SE                    | IT                    | Votings               |
| --- | --------------------- | --------------------- | --------------------- | --------------------- | --------------------- | --------------------- | --------------------- | --------------------- | --------------------- | --------------------- | --------------------- | --------------------- | --------------------- | --------------------- | --------------------- | --------------------- | --------------------- | --------------------- | --------------------- | --------------------- | --------------------- |
| Niederlande | 152                   |                       | 8                     | 5                     | 8                     | 10                    | 12                    | 6                     | 8                     | 12                    | 12                    | 3                     | 12                    | 4                     | 10                    | 10                    | 7                     | 12                    | 12                    | 1                     | 18                    |
| Irland | 068                   | 6                     |                       | 6                     | –                     | –                     | 4                     | 7                     | 1                     | 6                     | 4                     | 12                    | –                     | –                     | –                     | 1                     | 4                     | 3                     | 10                    | 4                     | 13                    |
| Frankreich | 091                   | 8                     | 12                    |                       | –                     | –                     | –                     | 3                     | –                     | 8                     | 7                     | 2                     | 7                     | 1                     | 7                     | –                     | 12                    | 8                     | 8                     | 8                     | 13                    |
| Deutschland | 015                   | –                     | –                     | –                     |                       | 8                     | –                     | –                     | –                     | –                     | 3                     | –                     | –                     | –                     | –                     | –                     | –                     | 4                     | –                     | –                     | 03                    |
| Luxemburg | 084                   | 12                    | 10                    | 3                     | –                     |                       | –                     | –                     | 7                     | 3                     | 5                     | –                     | 6                     | 5                     | –                     | 5                     | 8                     | 6                     | 4                     | 10                    | 13                    |
| Norwegen | 011                   | 2                     | –                     | –                     | –                     | –                     |                       | –                     | –                     | –                     | –                     | –                     | –                     | –                     | 2                     | –                     | –                     | –                     | –                     | 7                     | 03                    |
| Schweiz | 077                   | 7                     | 2                     | 10                    | 6                     | 2                     | 1                     |                       | –                     | 5                     | 6                     | 8                     | –                     | 7                     | 5                     | 4                     | 2                     | –                     | –                     | 12                    | 14                    |
| Jugoslawien | 022                   | 3                     | 4                     | –                     | 2                     | –                     | –                     | –                     |                       | –                     | –                     | 5                     | –                     | –                     | –                     | –                     | 1                     | –                     | 7                     | –                     | 06                    |
| Vereinigtes Königreich                                                                                                 | 138                   | 4                     | 3                     | 12                    | 10                    | 12                    | 7                     | 8                     | 12                    |                       | 8                     | 10                    | 10                    | –                     | 12                    | 7                     | 5                     | 10                    | 5                     | 3                     | 17                    |
| Malta | 032                   | 1                     | –                     | 8                     | –                     | 5                     | 2                     | 4                     | 2                     | –                     |                       | 7                     | 1                     | 2                     | –                     | –                     | –                     | –                     | –                     | –                     | 09                    |
| Belgien | 017                   | 5                     | –                     | –                     | 7                     | –                     | –                     | –                     | 3                     | –                     | –                     |                       | –                     | –                     | –                     | –                     | –                     | –                     | 2                     | –                     | 04                    |
| Israel | 040                   | 10                    | 1                     | 1                     | 1                     | 1                     | 5                     | 2                     | –                     | 1                     | –                     | 1                     |                       | 6                     | –                     | 3                     | –                     | –                     | 6                     | 2                     | 13                    |
| Türkei | 003                   | –                     | –                     | –                     | –                     | –                     | –                     | –                     | –                     | –                     | –                     | –                     | –                     |                       | 3                     | –                     | –                     | –                     | –                     | –                     | 01                    |
| Monaco | 022                   | –                     | –                     | –                     | 3                     | 4                     | –                     | –                     | –                     | 2                     | 1                     | –                     | 2                     | –                     |                       | 2                     | 3                     | –                     | –                     | 5                     | 08                    |
| Finnland | 074                   | –                     | 5                     | –                     | 12                    | 6                     | 10                    | 12                    | 5                     | 4                     | –                     | –                     | 8                     | –                     | 8                     |                       | –                     | 1                     | 3                     | –                     | 11                    |
| Portugal | 016                   | –                     | –                     | 2                     | –                     | –                     | –                     | –                     | –                     | –                     | –                     | –                     | –                     | 12                    | –                     | –                     |                       | 2                     | –                     | –                     | 03                    |
| Spanien | 053                   | –                     | 7                     | –                     | 5                     | –                     | 3                     | 5                     | 4                     | –                     | –                     | 4                     | 4                     | 3                     | 4                     | 8                     | –                     |                       | –                     | 6                     | 11                    |
| Schweden | 072                   | –                     | –                     | 7                     | –                     | 7                     | 8                     | 1                     | 6                     | 7                     | 2                     | –                     | 3                     | 8                     | 6                     | 6                     | 6                     | 5                     |                       | –                     | 13                    |
| Italien | 115                   | –                     | 6                     | 4                     | 4                     | 3                     | 6                     | 10                    | 10                    | 10                    | 10                    | 6                     | 5                     | 10                    | 1                     | 12                    | 10                    | 7                     | 1                     |                       | 17                    |
| Die Tabelle ist senkrecht nach der Auftrittsreihenfolge geordnet, waagerecht nach der chronologischen Punkteverlesung. |                       |                       |                       |                       |                       |                       |                       |                       |                       |                       |                       |                       |                       |                       |                       |                       |                       |                       |                       |                       |                       |

### Statistik der Zwölf-Punkte-Vergabe
| Anzahl | Land                   | erhalten von                                                       |
| ------ | ---------------------- | ------------------------------------------------------------------ |
| 6      | Niederlande            | Norwegen, Vereinigtes Königreich, Malta, Israel, Spanien, Schweden |
| 4      | Vereinigtes Königreich | Frankreich, Luxemburg, Jugoslawien, Monaco                         |
| 2      | Frankreich             | Irland, Portugal                                                   |
| 2      | Finnland               | BR Deutschland, Schweiz                                            |
| 1      | Irland                 | Belgien                                                            |
| 1      | Italien                | Finnland                                                           |
| 1      | Luxemburg              | Niederlande                                                        |
| 1      | Portugal               | Türkei                                                             |
| 1      | Schweiz                | Italien                                                            |